# Курінний Євген Олександрович
Євге́ній (Євген) Олекса́ндрович Курінни́й — український військовий, старший солдат Збройних сил України. Учасник російсько-української війни.

## Нагороди
За особисту мужність і героїзм, виявлені у захисті державного суверенітету та територіальної цілісності України, вірність військовій присязі під час російсько-української війни
- нагороджений орденом «За мужність» III ступеня (28.1.2015).